# Sandra Wahldén
Sandra Wahldén, född 23 juni 1983, är en svensk före detta fotbollsspelare (målvakt). Hon spelade för Kristianstads DFF fram till 2010, då hon slutade.

## Klubbar
- IFK Trelleborg (moderklubb)
- Staffanstorps GIF
- Kristianstads DFF